# أنا وليلى (ألبوم)
أنا وليلى هو ألبوم للفنان العراقي كاظم الساهر، تم إصداره عام 1998 من إنتاج شركة روتانا.

## قائمة الأغاني
- إلا أنتِ
- آه على آه
- موال أقول الأه
- أشكيك لمين
- أنا وليلى
- بالهداوه
- أبات مهموم
- لعب بيهم لعب[3]